# Francesco Traini
Francesco Traini – włoski malarz działający w latach 1321–1363, związany z Pizą. Autor tryptyku Św. Dominika w kościele S. Caterina w Pizie. Uznawany też za autora fresków w Campo santo w Pizie dotyczących tematyki śmierci, będących zapewne refleksją nad epidemią dżumy w 1348. Przedstawiają one Triumf śmierci, Sąd Ostateczny, Piekło, ich autorstwo jest przez część badaczy przypisywane jednak Buonamico Buffalmacco z Bolonii. Wybitne dzieła zostały poważnie uszkodzone w czasie drugiej wojny światowej.